# Пот Хјумен
Пот Хјумен (енгл. Pote Human; 1. новембар 1959) јужноафрички је професионални рагби тренер и бивши рагбиста. Тренутно је главни тренер Булса, јужноафричког представника у Супер рагбију. Играо је рагби на позицији чепа (позиција број 8 у скраму) за екипе "Фри стејт" и "Истерн провинс". Након што је окачио копачке о клин, почео је да ради као рагби тренер. Радио је у неколико јужноафричких тимова, а био је и тренер Рико блек ремса у јапанској лиги. 